# Garm Bel Iblis (Star Wars)
En el mundo de Star Wars, Garm Bel Iblis fue un famoso senador Corelliano

## Historia
En el Senado Galáctico Bel Iblis era un respetado y carismático líder político conocido por su posición balanceada al mantener los derechos de los planetas miembros mientras instalaba un gobierno central lo suficientemente poderoso para ser útil. Por esta razón, Bel Iblis fue uno de los primeros oponentes de los poderes cada vez más extensos de Palpatine después de su elección al puesto de Canciller Supremo. En un esfuerzo por difundir la creciente crisis política Separatista, Bel Iblis a menudo hablaba firmemente en el Senado contra la legalidad de los planetas miembros. Él era un amigo cercano del senador Fang Zar, y los dos compartían posiciones similares. Su asistente principal como senador era Sena Leikvold Midanyl. Cuando fue claro que la crisis política pronto se convertiría en un conflicto militar, Bel Iblis y el Diktat Shyla Merricope quitaron a Corellia del voto para el Acta de Creación Militar para mantener sus manos limpias del ejército clon en el 22 ABY. Para proteger a Corellia, Bel Iblis usó una olvidada cláusula en la Constitución Galáctica conocida como Contemplanys Hermi, una frase en olys corellisi que significaba “soledad meditativa”. Corellia cerró sus fronteras política, comercial y militarmente. A pesar de sus mejores esfuerzos, su amado planeta natal fue arrastrado a las Guerras Clónicas después de la Caída de Duro.
En el 19 ABY Palpatine anunció una Sesión Extraordinaria, obligando al senador Bel Iblis a reabrir el sistema Corelliano y volver a Coruscant. En esta Sesión el Canciller se declaró Emperador y la República fue reemplazada por el Imperio Galáctico. Temeroso de la oscura influencia que Palpatine y sus partidarios Imperiales ejercerían sobre Corellia, el Sector Corelliano y la Galaxia en general, Bel Iblis secretamente comenzó a construir un grupo de resistencia y se reunió con otros senadores que compartían sus preocupaciones. Bel Iblis encontrón un improbable aliado en Bail Organa, quien eligió permanecer cerca de Palpatine tratando de balancear su poder en vez de oponérsele. Organa había reunido un grupo clandestino de políticos, oficiales militares y operativos de inteligencia que secretamente se oponían a Palpatine, incluyendo al amigo cercano de Bel Iblis, el senador Fang Zar, que después fue asesinado por Darth Vader. Sus esfuerzos hicieron efecto también en su familia, pues su esposa Arrianya apoyó al Emperador y sus políticas. Fue durante este tiempo que él usó su posición como Senador Imperial para financiar el paso de Irenez por la Academia Imperial. Mientras Palpatine consolidaba su Nuevo Orden, Bel Iblis se convirtió en uno de sus primeros blancos. El carismático corelliano había trabajado para minar la influencia de Palpatine en el pasado, y había ganado un enemigo en el nuevo Emperador. Mientras Bel Iblis estaba en Anchoron para dar un discurso en el Centro Político Treitamma, el Emperador despachó asesinos Imperiales para matar al senador y su familia. La llegada a tiempo del agente alderaaniano Aach, que había llegado para informarle del descubrimiento de los planos de la Estrella de la Muerte, mantuvo ocupado a Bel Iblis lo suficiente para que se perdiera la explosión de la bomba que iba a matarlo. Su familia y el director Asistente del centro murieron en la explosión. Muchos corellianos creyeron que Bel Iblis había muerto en Anchoron, y lloraron su pérdida. De pronto el rencor de Bel Iblis contra Palpatine ya no era uno solamente político o social, pues se había vuelto personal. Bel Iblis se ocultó y comenzó a crear una fuerza de resistencia militar de voluntarios del Sector Corelliano. Bajo el alias de “El Comandante”, Bel Iblis dirigido a una pequeña flota de naves espaciales y un conjunto de fuerzas de superficie de guerrilla y sabotaje en una serie de ataques contra puestos clave Imperiales en el Sector Corelliano. A pesar de sus éxitos precoces, Bel Iblis sabía que su organización no podía derrotar sola al Imperio. Él llamó a Organa y a la senadora chandrilana Mon Mothma a una reunión en Corellia para discutir el uso de sus fuerzas de resistencia. Ahí, en las Reuniones del Sistema Corelliano, Bel Iblis argumentó la consolidación de las fuerzas de resistencia alderaanianas, chandrilanas y corellianas en una sola organización capaz de atacar al Imperio en toda la Galaxia. Juntos, ellos crearon el Tratado Corelliano que formó la Alianza para Restaurar la República. La relación de Bel Iblis con el Senado de la Nueva República se cayó quince años después durante la Guerra Yuuzhan Vong que comenzó en el 25 DBY. Él volvió al servicio y fungió como el asesor militar del almirante Traest Kre'fey. La mezquindad política, corrupción y traiciones que Bel Iblis vio en la nueva República le recordaron a la República Galáctica que había muerto ante sus ojos. Mothma y Leia Organa Solo, la hija de Bail y sucesora de Mon Mothma, eran líderes capacitadas y confiables, pero Fey'lya era codicioso y egoísta, incluso para estándares bothan. En la Caída de Coruscant en el 27 DBY Bel Iblis estuvo al mando, apropiadamente, del Bail Organa y le dio fuego de apoyo vital a las naves que escapaban. Desafortunadamente los yuuzhan vong estaban usando transportes de refugiados como escudos. Para el horror del resto de la fuerza de defensa, Bel Iblis le ordenó a sus fuerzas abrir fuego sobre las naves de refugiados, pues se dio cuenta de que morirían de todos modos. Terminando con las tramas políticas del Senado, Bel Iblis se separó de la Fuerza de Defensa de la Nueva República y restableció su guerra privada. Como durante la Guerra Civil Galáctica, Bel Iblis estaba al mando de un grupo de oficiales y soldados de élite interesados en evitar la burocracia, que consideraban un estorbo para la defensa de la Galaxia. A pesar de su edad, más o menos 70 años, el viejo corelliano tenía el mando de tres flotas desde una base en Tallan y Fondor, dañando y confundiendo a las fuerzas yuuzhan vong con ataques sorpresivos. Cerca de la conclusión del conflicto, Luke Skywalker convenció a Bel Iblis de ayudarle a la Nueva República en su emboscada en Ebaq 9. Aunque recalcitrante, fue la llegada oportuna de Bel Iblis y su fuerza y la flota de la Alianza de Contrabandistas la que hizo que la Batalla de Ebaq 9 terminara en contra de los invasores extragalácticos. Ese día la mayor parte de la flota yuuzhan vong fue destruida. Después de Ebaq 9 Bel Iblis tuvo el mando de la Batalla de Duro junto con Wedge Antilles e iba a participar en la ofensiva en Bilbringi. Él después estuvo apostado en Mon Calamari, donde se reunió con el piloto de la Alianza Jagged Fel, hijo de Soontir Fel y líder del Escuadrón Vanguard. Después estuvo presente en una junta con varios comandantes de flotas como Gavin Darklighter, Eldo Davip y Brand, y después de la Batalla de Corulag y la Liberación de Coruscant, en las que participó, Bel Iblis sirvió como uno de los comandantes de ocupación. Se desconoce su posición durante la Guerra Alianza Galáctica-Confederación, al igual que su destino eventual.